# Opposites : Live from Glasgow
Albums de Biffy Clyro
Opposites
(2013) Similarities
(2014)
Opposites : Live from Glasgow est le deuxième album live du groupe écossais de rock alternatif Biffy Clyro publié le 1er décembre 2013 uniquement en Allemagne, en Autriche et en Suisse. Il provient du concert donné le 1er avril 2013 au Clyde Auditorium de Glasgow.

## Liste des chansons
Toutes les paroles sont écrites par Simon Neil, toute la musique est composée par Biffy Clyro.
| No  | Titre                                       | Durée |
| --- | ------------------------------------------- | ----- |
| 1.  | Different People                            | 5:31  |
| 2.  | Sounds Like Balloons                        | 3:52  |
| 3.  | Black Chandelier                            | 3:53  |
| 4.  | Modern Magic Formula                        | 4:54  |
| 5.  | Opposite                                    | 3:52  |
| 6.  | Living Is a Problem Because Everything Dies | 5:41  |
| 7.  | Victory over the Sun                        | 4:19  |
| 8.  | Biblical                                    | 4:17  |
| 9.  | Spanish Radio                               | 3:51  |
| 10. | The Thaw                                    | 4:13  |
| 11. | The Joke’s on Us                            | 3:53  |
| 12. | Many of Horror                              | 4:53  |
| 13. | Stingin’ Belle                              | 5:06  |
| 14. | Mountains                                   | 3:56  |